# Liwale
Liwale es un valiato de Tanzania perteneciente a la región de Lindi.
En 2012, el valiato tenía una población de 91 380 habitantes. La mayoría de los habitantes son étnicamente ngindos.
El valiato cubre casi la mitad occidental de la región, limitando al norte con la región de Pwani, al oeste con la región de Morogoro y al suroeste con la región de Ruvuma. La localidad se ubica a orillas del río Liwale, unos 120 km al noroeste de Masasi sobre una carretera secundaria que lleva a Dar es-Salam recorriendo el interior de la región de Lindi.

## Subdivisiones
Se divide en las siguientes 20 katas:
- Barikiwa
- Kiangara
- Kibutuka
- Kichonda
- Kimambi
- Likongowele
- Lilombe
- Liwale B
- Liwale Mjini
- Makata
- Mangirirkiti
- Mbaya
- Mihumo
- Mirui
- Mkutano
- Mlembwe
- Mpigamiti
- Nangando
- Nangano
- Ngongowele